# Харламово (Рязанская область)
Харламово — опустевшая деревня в Старожиловском районе Рязанской области. Входит в Гулынское сельское поселение

## География
Находится в западной части Рязанской области на расстоянии приблизительно 12 км на восток по прямой от районного центра поселка Старожилово.

## История
На карте 1840 года уже была отмечена. В 1859 году учтено было 24 двора, в 1897 году - 49                                          .

## Население
Численность населения: 225 человек (1859 год), 334 (1897), 0 человек как в 2002, так и в 2010.